# Turkozelotes
Turkozelotes là một chi nhện trong họ Gnaphosidae.